# 威廉·普洛登
威廉·亨利·奇切利·普勞登 FRS（William Henry Chicheley Plowden，1787年4月21日—1880年3月29日）是英國政治家和懷特島紐波特的保守黨國會議員（MP）。
普洛登是理查德·普洛登的兒子，住在貝辛斯托克的埃沃斯特公園。他是尊敬的東印度公司的一名董事。
1833年12月10日，他被英王威廉四世任命為英國駐華商務第二總監，但在他缺席的情況下，這一職務轉由戴維斯擔任。
1847年，他被選為英國皇家學會會員，他的候選證書上說他是“印度三角測量和東印度公司進行的其他科學活動的積極推動者；並且普遍重視科學，急於促進其進步”。
1847年，他被選為懷特島紐波特的國會議員，但只擔任了一個任期。
他有過兩次婚姻——第一次是在1818年與巴拉塞特的威廉·哈丁的女兒凱瑟琳·哈丁結婚。她於1827年去世後，他於1830年再次與愛德華·坎貝爾的女兒簡·安妮特·坎貝爾結婚。他們的兒子威廉·奇切爾·普洛登是印度的一名行政人員，也是一名國會議員。他們的孫女寶琳·喬治亞娜·普勞登嫁給了印度三角測量局的亨利·哈弗沙姆·戈德溫-奧斯汀。